# 狄奧多·布羅森
狄奧多·布羅森（丹麥語：Theodor Johann Christian Ambders Brorsen，1895年3月31日—1819年7月29日）是一位丹麥天文學家。他最著名的發現是發現了五顆彗星，包括失蹤的週期彗星布羅森彗星和週期彗星23P/布羅森–梅特卡夫彗星。

## 發現
布羅森發現了五顆彗星：1846 III、1846 VII、1847 V、1851 III和1851 IV。其中兩顆以他的名字命名，成為週期彗星：1846 III號彗星被稱為布羅森彗星（5D/Brorsen），1847 V號彗星被稱為布羅森–梅特卡夫彗星（梅特卡夫於1919 年重新發現）。
布羅森彗星（軌道周期5.46 年）自1879年觀測到第五次回歸後就再也沒有被見過；屬於木星彗星家族，如今可能已不復存在。第二顆以布羅森命名的彗星是23P/布羅森-梅特卡夫彗星（軌道周期70.54 年，於1847年、1919 年和1989年觀測到回歸），屬於哈雷彗星家族，預計將於2059年再次出現。當布羅森發現另一顆彗星（1850 II）時，美國天文學家威廉·邦德在麻薩諸塞州劍橋提前六天發現它。布羅森可能還在1854年3月16日發現了第七顆彗星；但這項發現未能得到其他天文學家的證實。

## 榮譽
由於最初發現的三顆彗星，布羅森獲得了丹麥國王克里斯蒂安八世頒發的金彗星獎章； 1846年授予他的獎章現在陳列於松德堡城堡的國家博物館。1850年，布羅森被任命為森夫滕貝格自然史學會通訊會員。
在他的家鄉諾德堡（Nordborg），一條街道 ( Th. Brorsens vej ) 現在以布羅森的名字命名。安東寧·姆爾科斯於1983年11 月8日在克萊特發現小行星3979，根據亞娜·季哈（MPC 27734– 1996年8月28日）的建議，被命名為“Brorsen” 。